# Athripsodes sagittatus
Athripsodes sagittatus är en nattsländeart som beskrevs av Olah 1986. Athripsodes sagittatus ingår i släktet Athripsodes och familjen långhornssländor. Inga underarter finns listade i Catalogue of Life.